# Magnifica presenza (colonna sonora)
Magnifica presenza è la colonna sonora dell'omonimo film di Ferzan Özpetek del 2012.
L'album è stato pubblicato su supporto fisico dal 3 aprile 2012, mentre dal 16 marzo 2012 è stato pubblicato digitalmente attraverso iTunes, dove si è posizionato ai primi posti degli album più venduti.

## Il disco
Le musiche originali composte per il film sono di Pasquale Catalano, già autore della colonna sonora del precedente lavoro di Ozpetek, Mine vaganti, orchestrate e dirette da Catalano assieme a Giuseppe Sasso.
Oltre le musiche di Catalano, la colonna sonora comprende brani tratti dal repertorio della cantante turca Sezen Aksu, tra cui l'inedita Gitmem Daha, scritta appositamente l'inedita. Nella colonna sonora sono presenti anche brani; Perfidia, nella versione del 1959 in lingua spagnola eseguita da Nat King Cole, Obecanje della cantante croata Ljupka Dimitrovska, Tutt'al più di Patty Pravo e I Wish I Didn't Love You So di Betty Hutton, tratta dal film del 1947 La storia di Pearl White (The Perils of Pauline).

## Tracce
1. La sera della prima - Sezen Aksu – 2:39
2. Perfidia (2005 Digital Remaster) - Nat King Cole – 2:19
3. Magnifica presenza - Pasquale Catalano – 2:23
4. Tenna - Sezen Aksu – 5:53
5. Finzione - Pasquale Catalano – 2:11
6. Obecanje - Ljupka Dimitrovska – 2:44
7. Non ti svegliare - Pasquale Catalano – 1:28
8. Tutt'al più - Patty Pravo – 4:31
9. Figurine - Pasquale Catalano – 2:39
10. Una grande attrice - Pasquale Catalano – 2:05
11. Sude - Sezen Aksu – 3:43
12. Magnifica presenza (version 2) - Pasquale Catalano – 1:41
13. I Wish I Didn't Love You So (1995 remaster) - Betty Hutton – 3:07
14. Compagnia Apollonio - Pasquale Catalano – 1:38
15. Unuttun Mu Beni - Sezen Aksu – 3:44
16. Realtà - Pasquale Catalano – 4:01
17. Provino - Pasquale Catalano – 1:47
18. Gitmem Daha - Sezen Aksu – 5:53
19. Bordi - Pasquale Catalano – 1:13
20. Unuttun Mu Beni (Orchestral) - Sezen Aksu – 3:27
21. Garibaldi - Pasquale Catalano – 2:28